# Liste der Honda-Motorräder
Diese Liste der Honda-Motorräder ist chronologisch und nach Motorradtypen gegliedert. Aktuelle in Deutschland erhältliche Modelle sind mit fetter Schrift hervorgehoben. Die angegebenen Jahreszahlen dienen nur der groben Orientierung. Produktion und Vertrieb unterscheiden sich je nach betrachtetem Absatzmarkt stark und lassen sich hier nicht komplett darstellen. Selbst innerhalb Europas war und ist der Vertrieb aktueller Modelle z. B. in Deutschland, der Schweiz oder Spanien bisweilen sehr unterschieden. Jahreszahlen werden, wenn genau bekannt, in den entsprechenden Artikeln erörtert.

Logo der Honda-Motorräder

## Oldtimer

### Motorräder vor 1960
- Modell A (~50 cm³, 1947 präsentiert Konstrukteur Soichiro Honda sein erstes Motorfahrrad und gründet darauf die Honda Motor Co.) → Cub F
- Dream D (~100 cm³, 2-Takt-Einzylinder,[1] 1949, das erste Honda-Motorrad)[2]
- Dream E (~150 cm³, 4-Takt-Einzylinder, 1951, der erste Viertaktmotor von Honda)[1]
- Juno (~200 cm³, 1954–1955 und 1961–1962, nie in Europa angeboten, erster Motorroller von Honda)
- Dream SA (~250 cm³, 4-Takt-Einzylinder, 1955)
- Dream SB (~350 cm³, 4-Takt-Einzylinder, 1956)[3]

- C100 Super Cub (seit 1958, das meistgebaute Kraftfahrzeug der Erde)

### Einzylinder

#### Mofas
- P 50
- PX (~50 cm³, 2-Takt-Motor)
- Camino (~50 cm³, 2-Takt-Motor)

#### Mokicks
- Honda Super Cub[4]  (ab ca. 1960)
- Honda C-110[5]  (ab ca. 1960)
- Monkey (ab 1961)
- Z 100 (seit 1963) → CZ 100
- S 50 → SS 50 (auch CB 50 SS) → CB 50 J
- S 90 → SS 90 (auch CB 90 SS)
- Dax (ab 1969) → CY 50 (1977–1983) (ab 1980 auch CY 80)
- CF50 Chaly
- NCZ 50 Motocompo (2-Takt-Motor, 1981–1983)

- MB-5 (~50 cm³)
- MT-5 (~50 cm³)
- XL 50
- MTX 50
- Z 50 M

- CB 100 (1971–1975)
- CG 125

- CT 90 → CT 110 → CT 125 (Honda Trail 125)[6]

#### SL-Reihe (Scrambler)
In den 1960er Jahren waren Straßenmotorräder mit höherer Sitzposition, deren Geländegängigkeit durch grobstollige Reifen und hochgelegte Auspuffanlagen leicht verbessert wurde, sehr beliebt. Ende der 1960er legte Honda eine Serie von Modellen auf, die den Übergang vom Scrambler zur Enduro einleiteten.
- SL 90 (1969)
- SL 350 (1969–1973)
- SL 174 (1970–1972)
- SL 100 (1970–1973)
- SL 70 (1971–74), 1974 umbenannt in XL70 (bis 1977)
- SL 125 (1971–1974)
- SL 250 S (1972) → XL250 (1973–1986)
- CL 250 S (1982–1984)

#### Sonstige
- Honda CB 250 RS (1981–1984)
- FT 500 (1982 bis 1983)

### R2-Motor (CB/CM-Serie)
- CB 92 Benly (~125 cm³, 1959–1964) → CB 125
- CB 72 (~250 cm³, 1959–1964)
- CB 77 (~300 cm³, 1962–1965)

- CB 125 (1965–1986)
- CB 250 (1968–1977)
  - CB 250 T → CB250N
  - CJ 250 T
  - CJ 360 T
- CB 400 T → CB 400 N

- CB 450 (1965–1975)
- CB 175 (1969–1973)
- CB 350 (1971–1976)
- CB 200 (1973–1976)
- CB 360 (1974–1976)

- CM 185 T
- CM 200 T
- CM 250 T → CM 250 N „Superdream“ (NC 01, 1978–1986)
- CM 400 T → CM 400 N „Superdream“ (NC 01, 1978–1981)
- CM 125 (1982–1986)

### R4-Motor (CB/CBX-Serie)

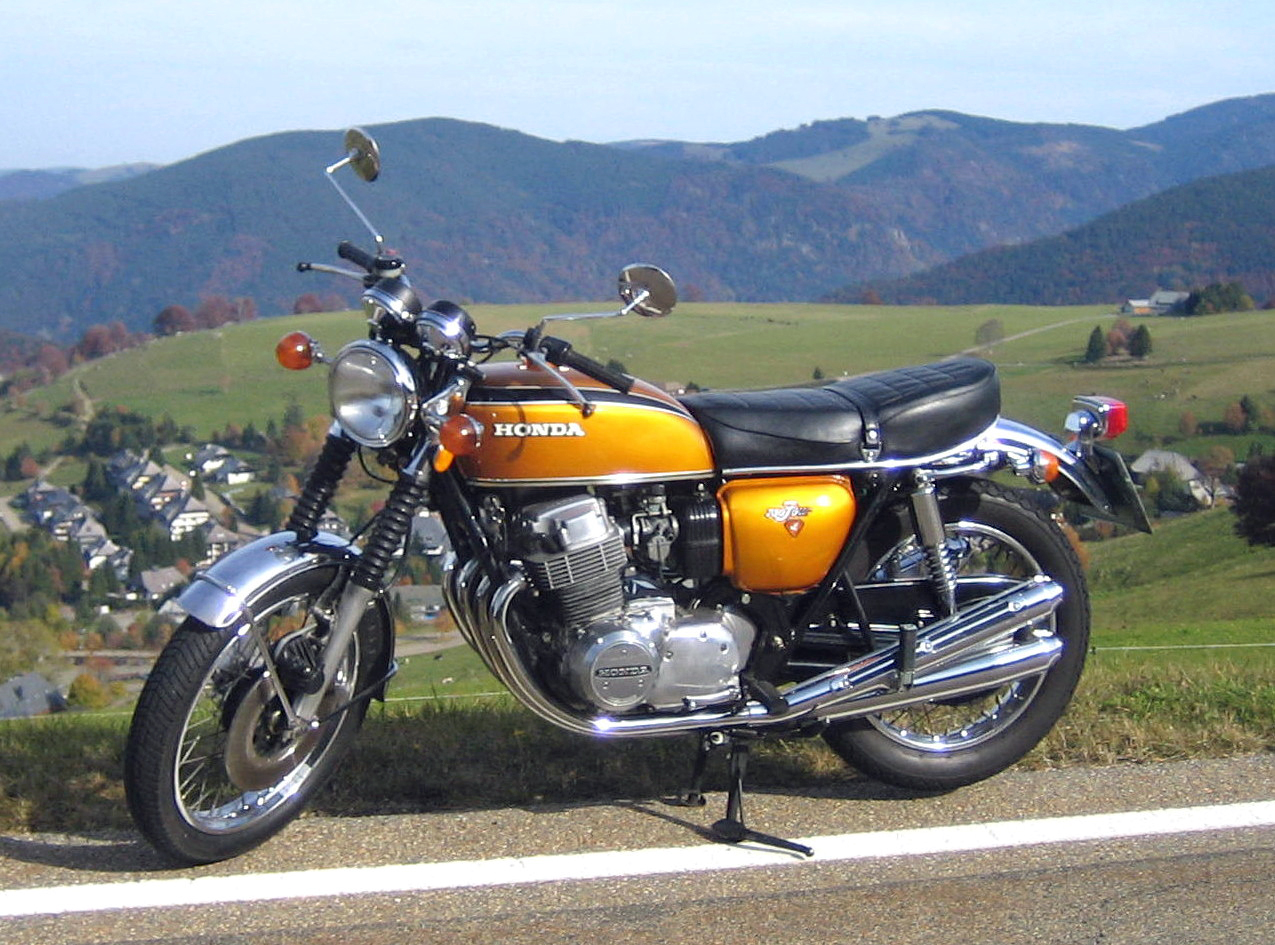
CB 750 Four (1969–1978, erstes Großserien-Motorrad mit Vierzylinder-Reihenmotor)
  - CB 500 Four (1971–1978) → CB 550 Four (1975–1979) → CB 650 Four (1978–1985)
  - CB 350 Four (1972–1975) → CB 400 Four (1975–1978)
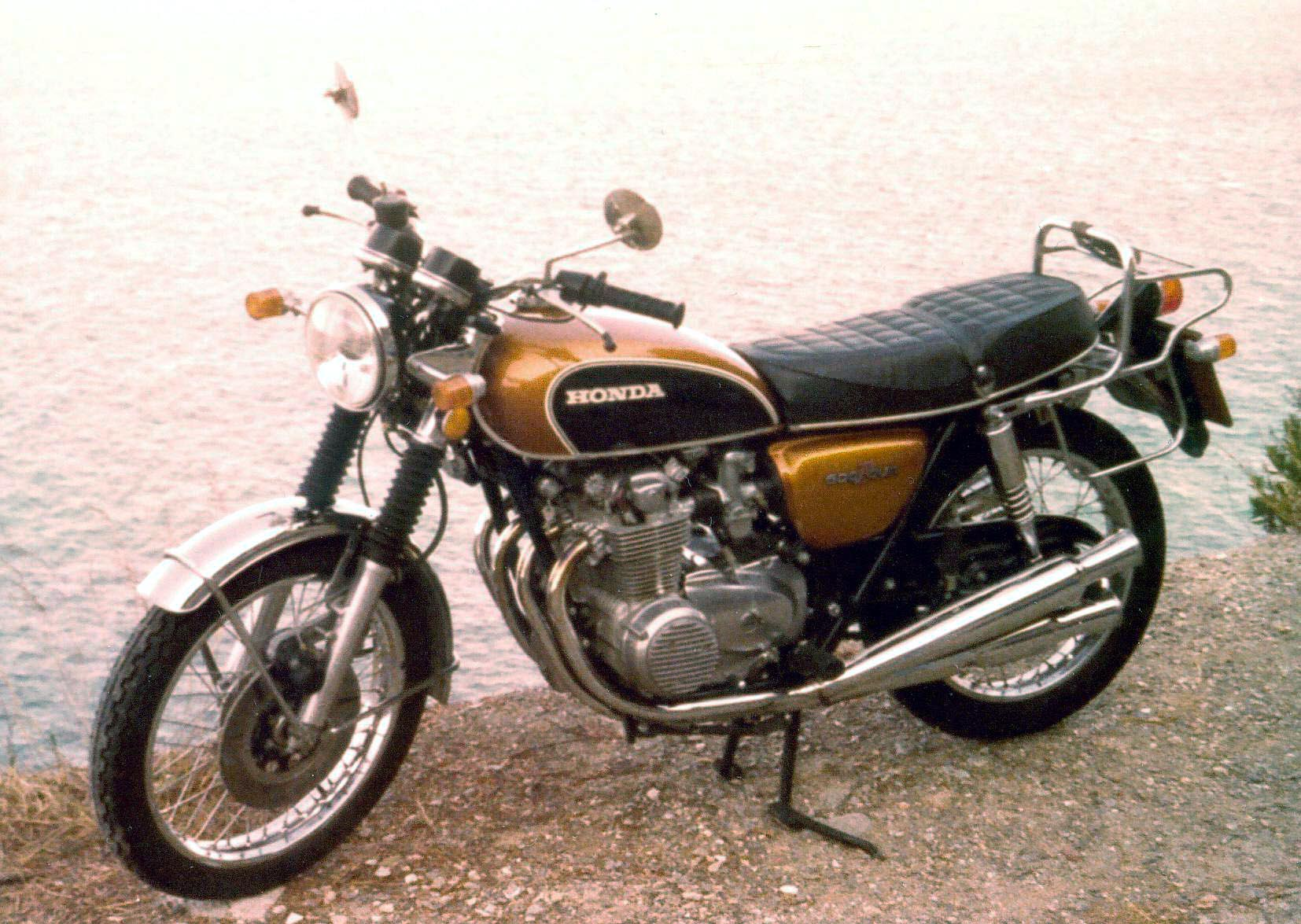
CB 400 Super Four
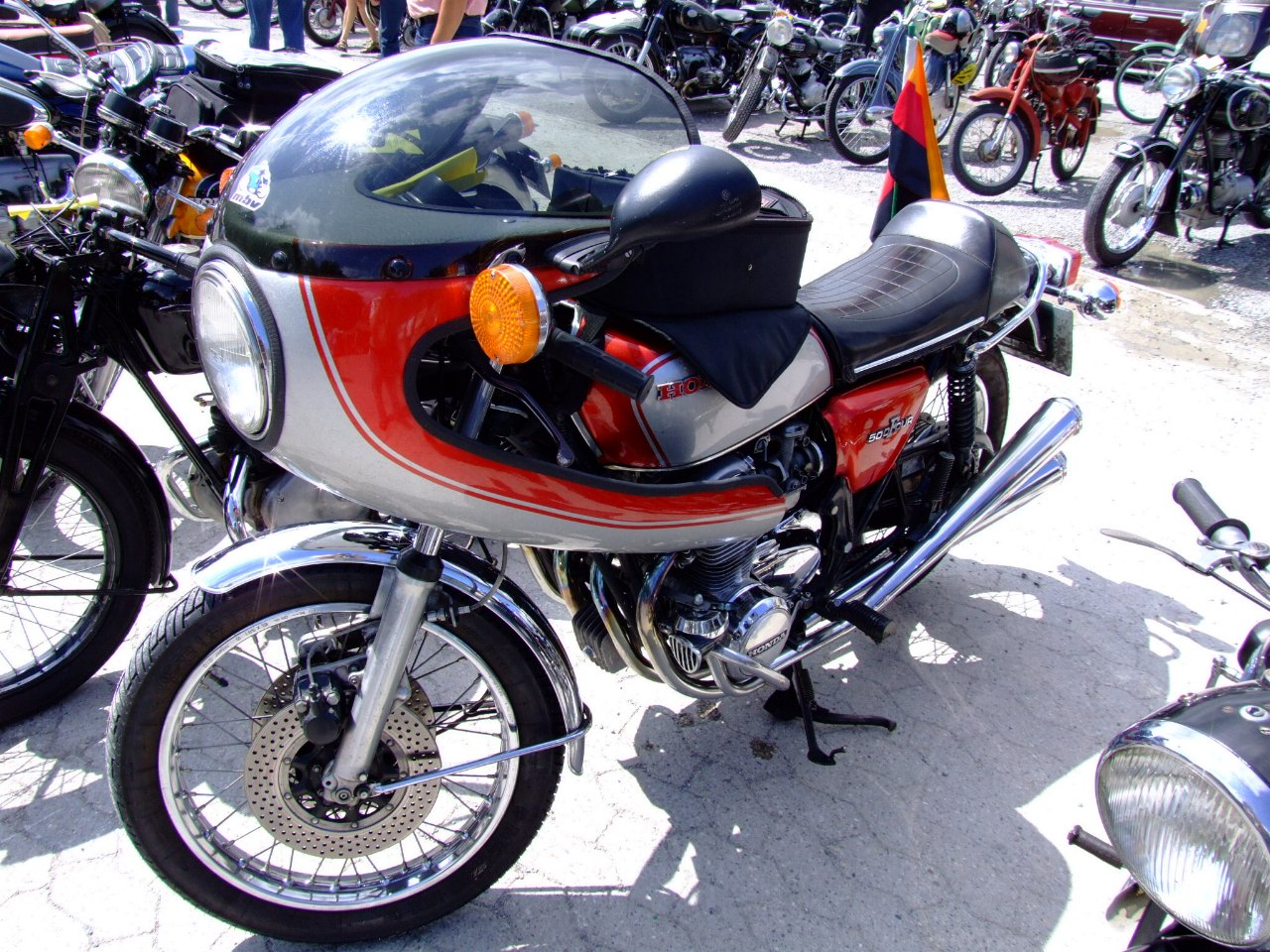
CB 500 Four
CB 650 Custom

- CBX 550 (PC 04, 1982–1985)
  - CBX 400 (Baugleich, nur in Japan erhältlich)
- CBX 650 E (1983)

- CB 750 K (Z) (1978–1982, RC 01) → CB 750 K(A)/K(B) (1982–1984, auch RC01) und CB 750 F (RC 03) → CBX 750 (1984–1989, RC 17 und RC 18)
  - CB 750 C (1981–1983, RC 06)
- CB 650 C (RC 05)
- CB 900 F Bol d’Or (1978–1984, SC 01, SC 09) → CB 1100 F und CB 1100 R (1980, SC 05 und SC 08) → CB 1100 F Super Bol d’Or (SC11)

- CB 750 Four
- CB 500 Four
- CB 500 Four
- CB 650 Custom

### R6-Motor
- CBX (1047 cm³, 1978–1982)

### V2-Motor (CX/GL-Serie „Güllepumpe“)
- CX 350 (Prototyp mit 90°-V2-Motor, luftgekühlt, Konzeptbasis für folgende Serienmodelle)
- CX 400 (400-cm³-Variante der CX 500, nur Japan)
- CX 500 (1978–1986, erstes Serienmotorrad mit schlauchlosen Reifen) → CX 650 (1983–1986)
- GL 500 Silver Wing (1981–1983) → GL 650 Silver Wing (1983–1986)
- GL 700 Interstate (1983)

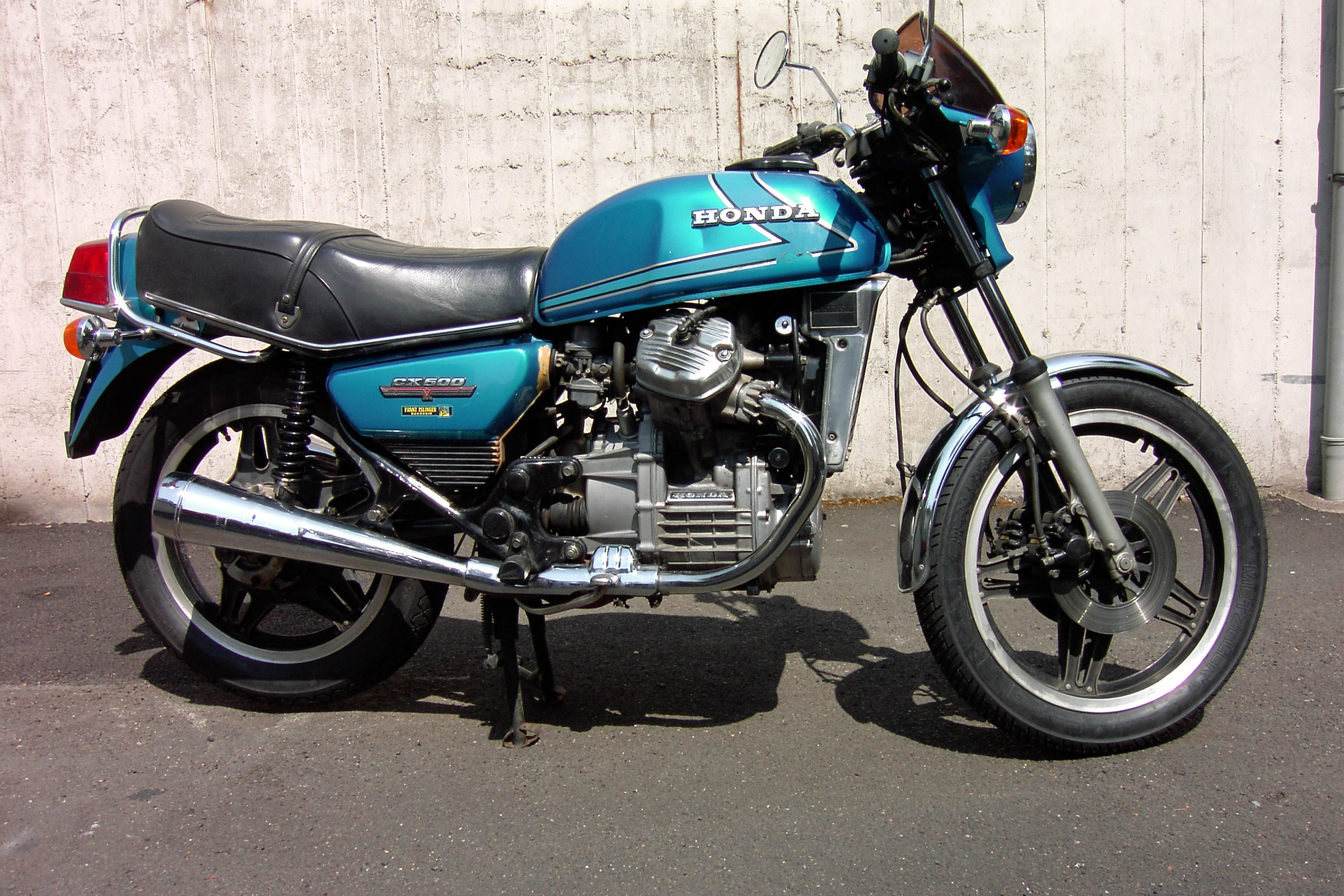
CX 500
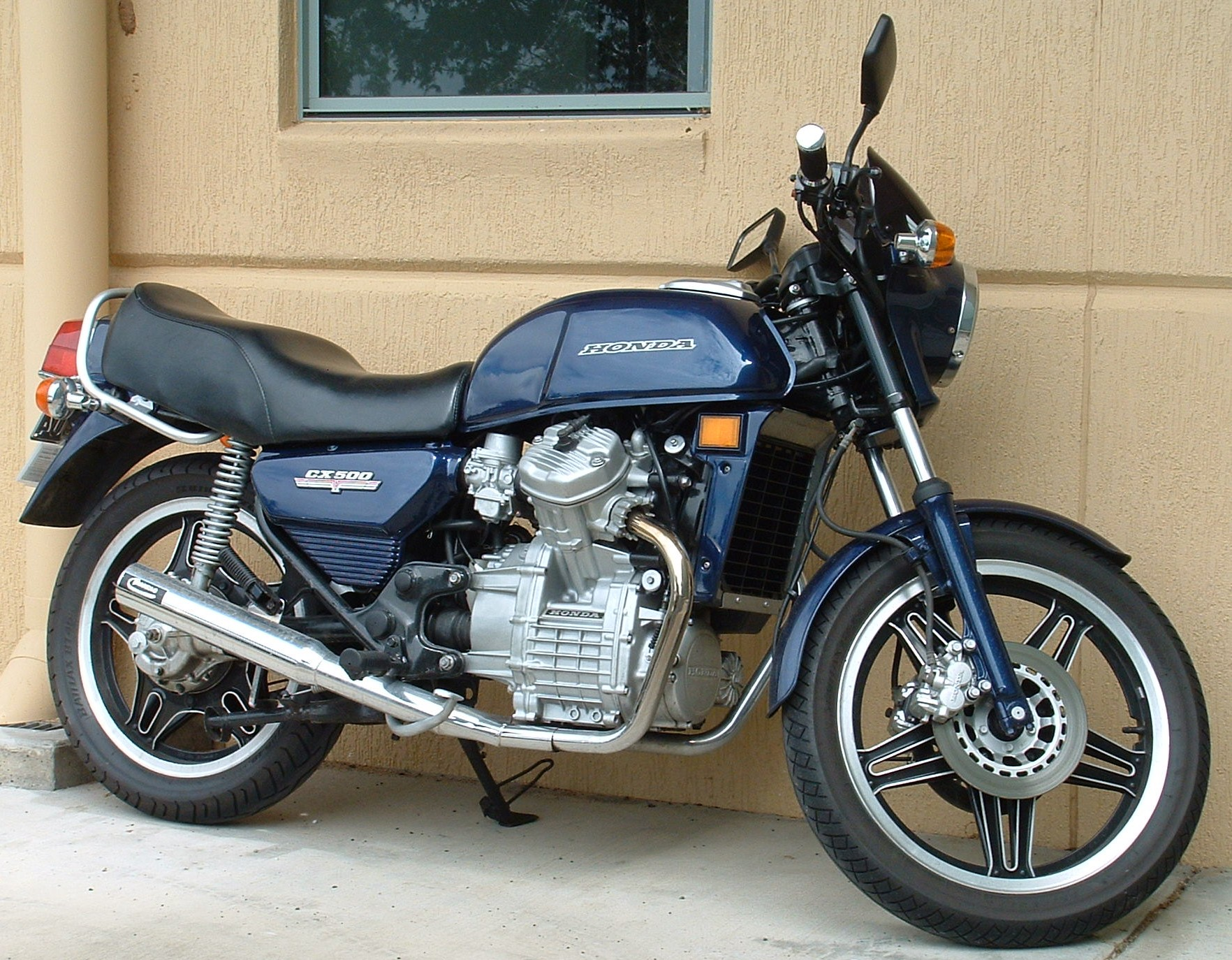
CX 500
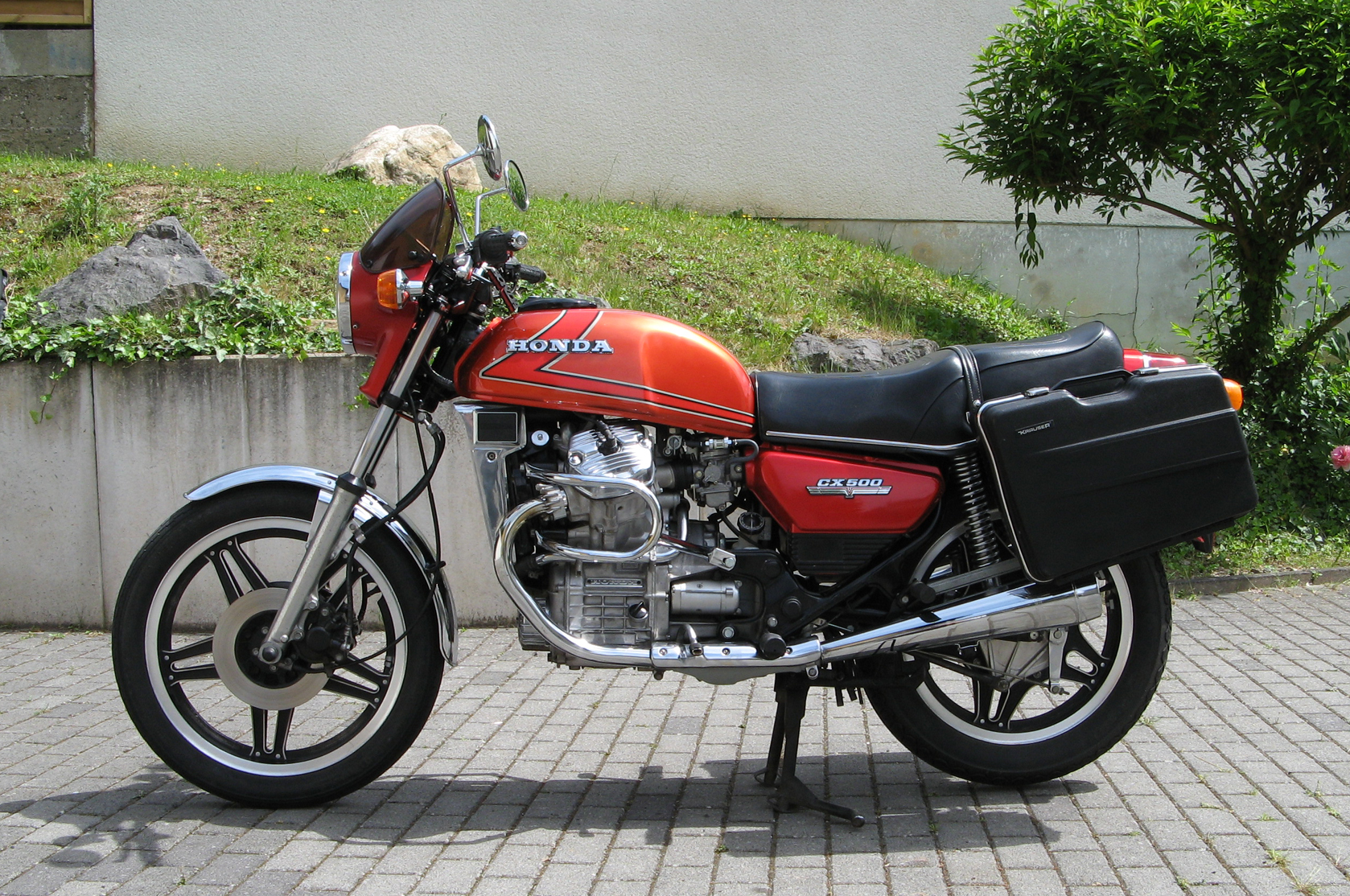
CX 500
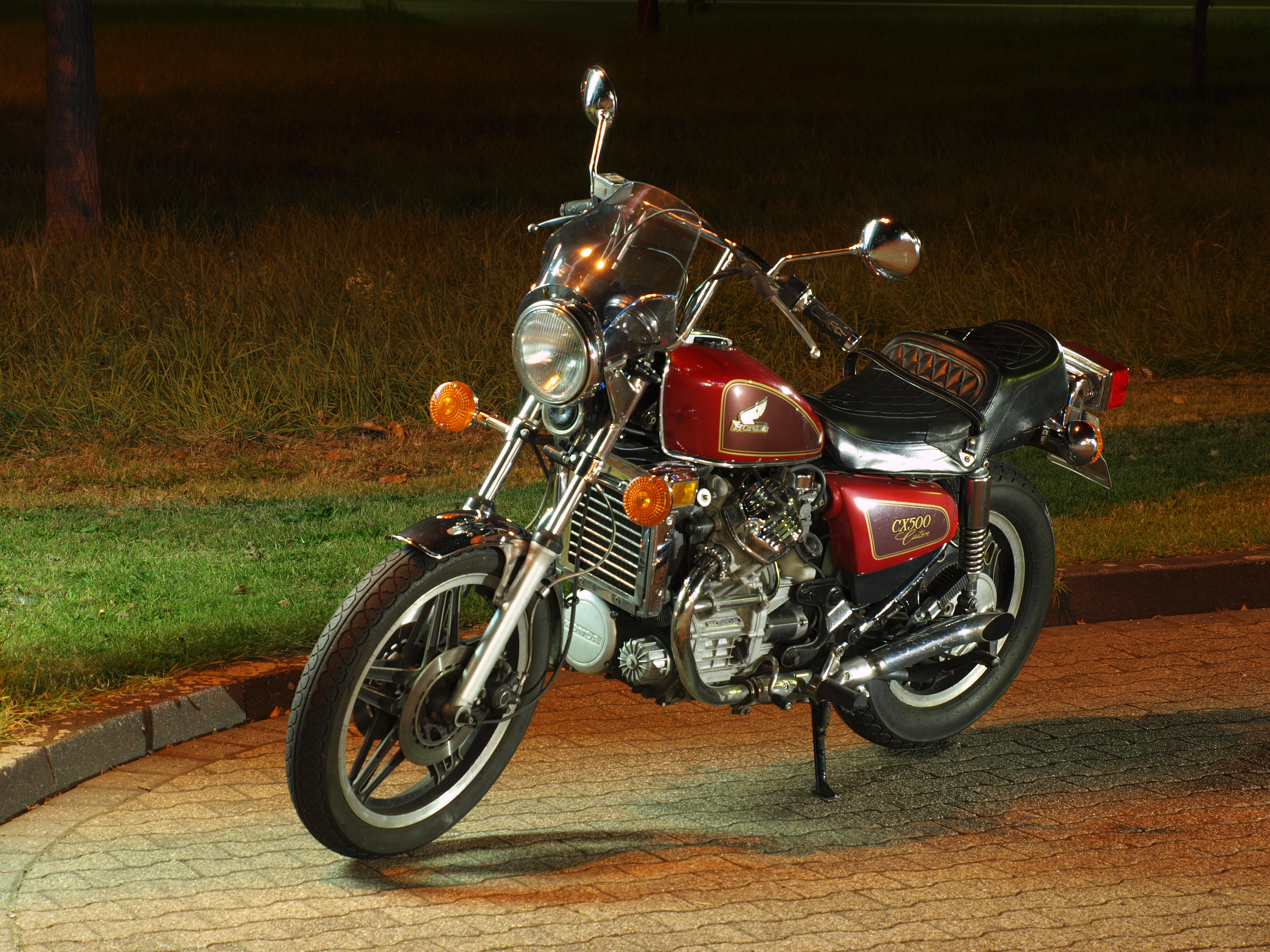
CX 500 C, mit veränderter Sitzbank und Lenker

### V4-Motor (VF-Serie)
- VF 400 F (NC 13, 1982–1986) → VF 500 F und C (PC 12, PC 13, 1984–1987)
- VF 700 C Supermagna
- VF 750
  - VF 750 C (CC–CE) (RC 09, 1982–1986)
  - VF 750 S (RC 07, 1982–1984)
  - VF 750 F (RC 15, 1983–1986)
- VF 1000 F (SC 15, 1984–1987) → VF 1000 F II (SC 15, 1985–1987)
- VF 1000 R (SC 16, 1984–1987, war 1984 das schnellste Serienmotorrad der Welt)
- VF 1100 C (SC 12, 1983–1984)

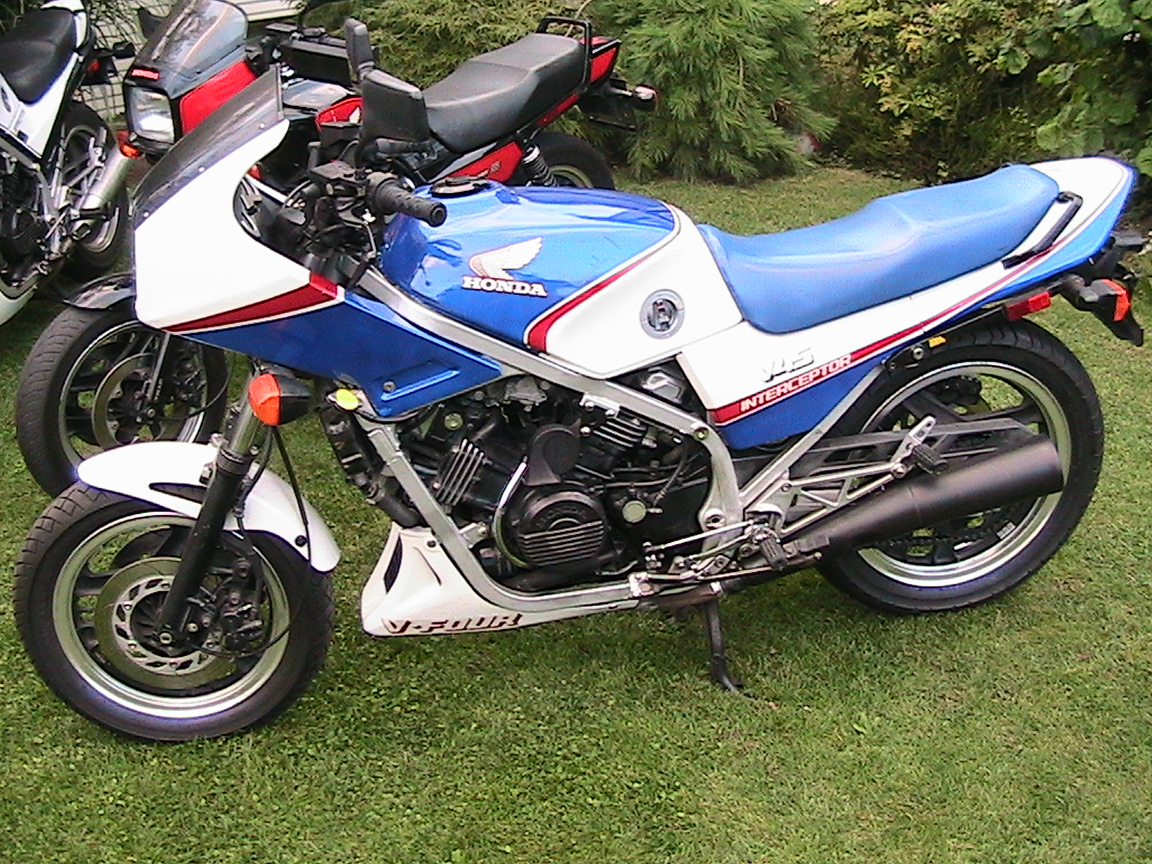
Honda VF 750 F (US-Version Interceptor)

### B4-Motor (Gold Wing)
- GL 1000 Gold Wing (1974–1980, die erste „japanische“ Serienmaschine mit Kardanantrieb) → GL 1100 Gold Wing (1980–1983) → GL 1200 Gold Wing (1984–1988)

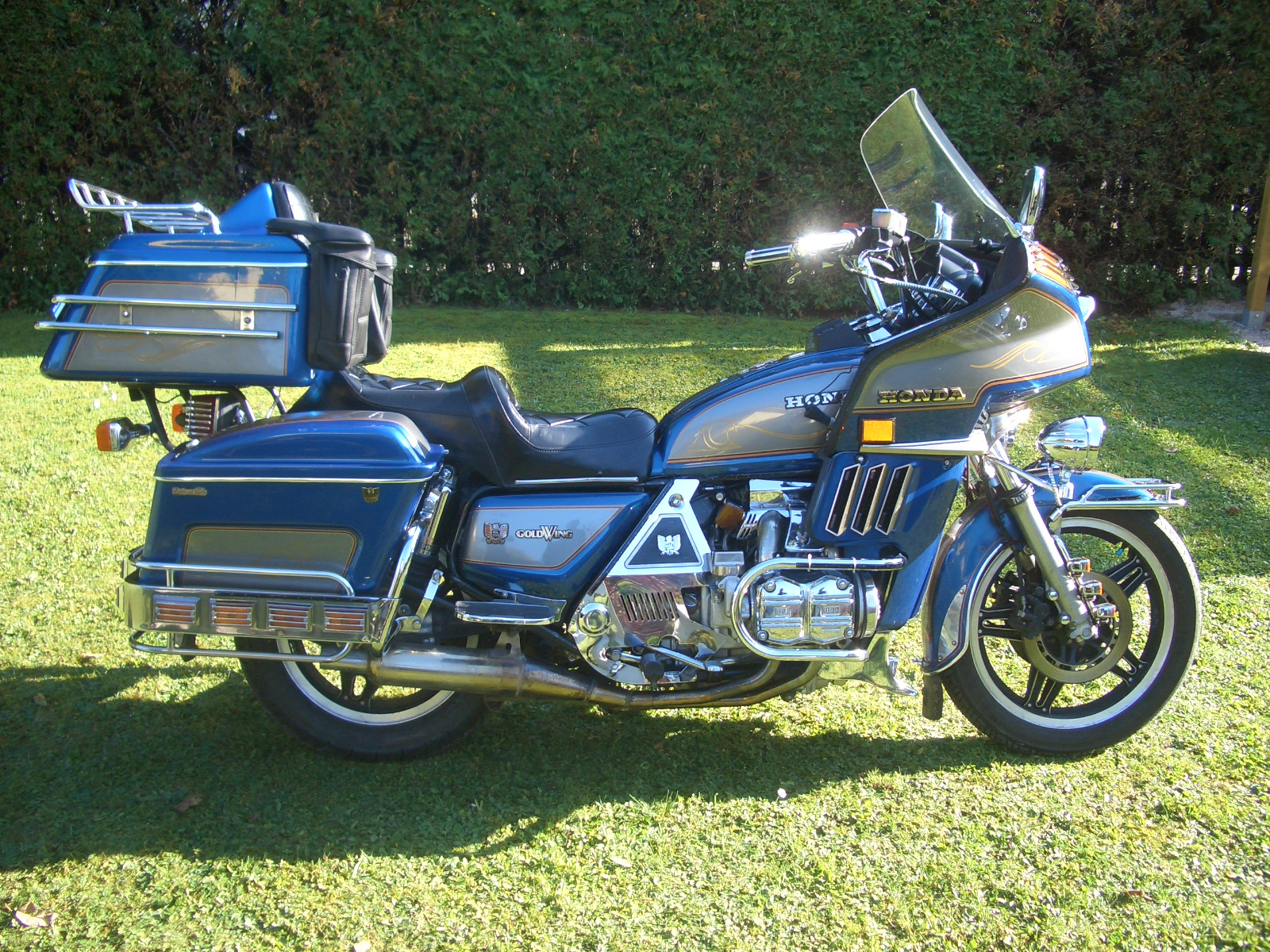
GL 1100 Interstate (SC 02, 1982)
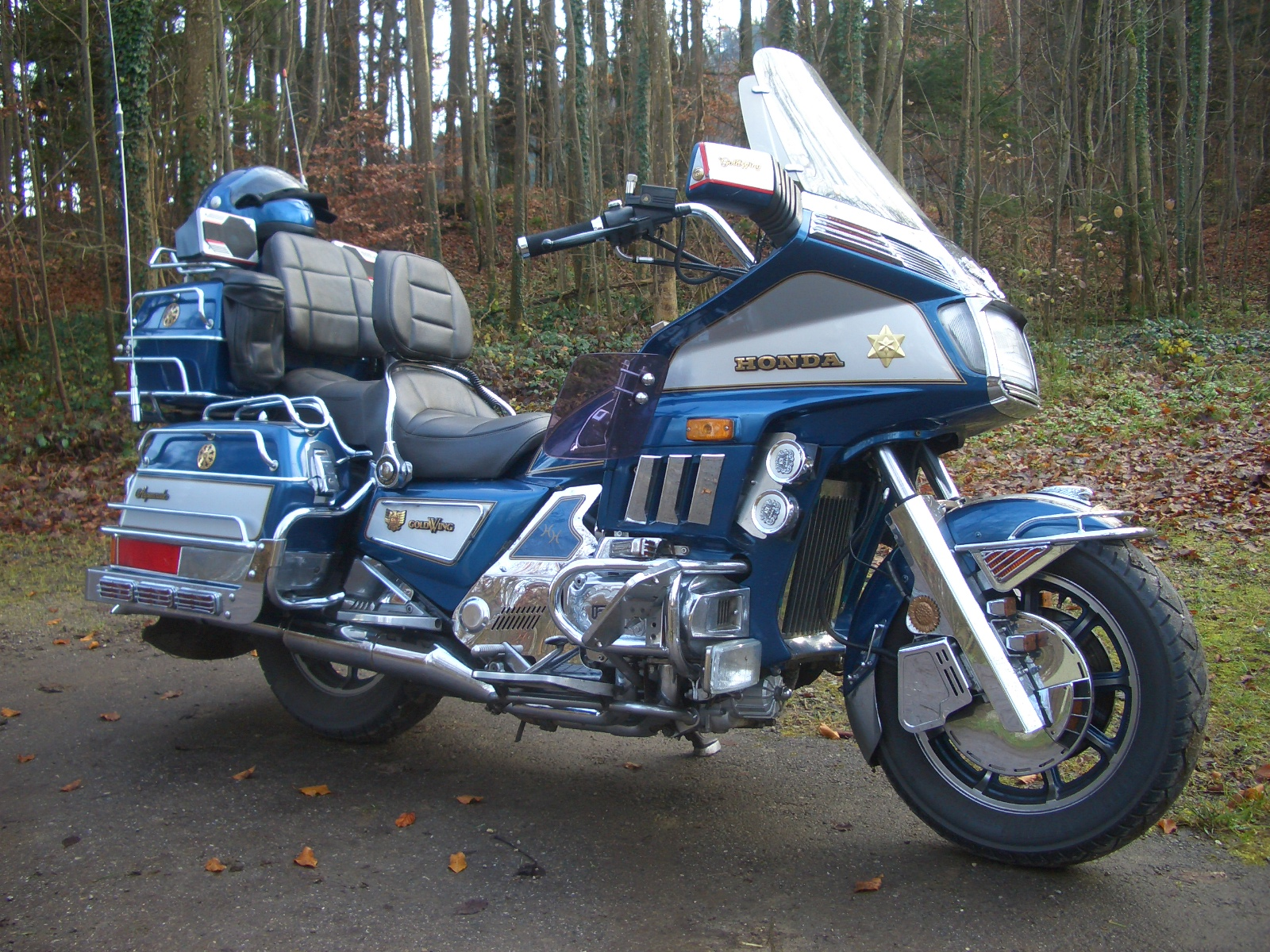
GL 1200 Aspencade (SC 14, 1986)

## SupersportlerundSporttourer

### Einzylinder
- CBR 250 R → CBR 300 R

### R2-Motor
- CBR 500 R (gleicher Motor wie CB 500 F und CB 500 X)

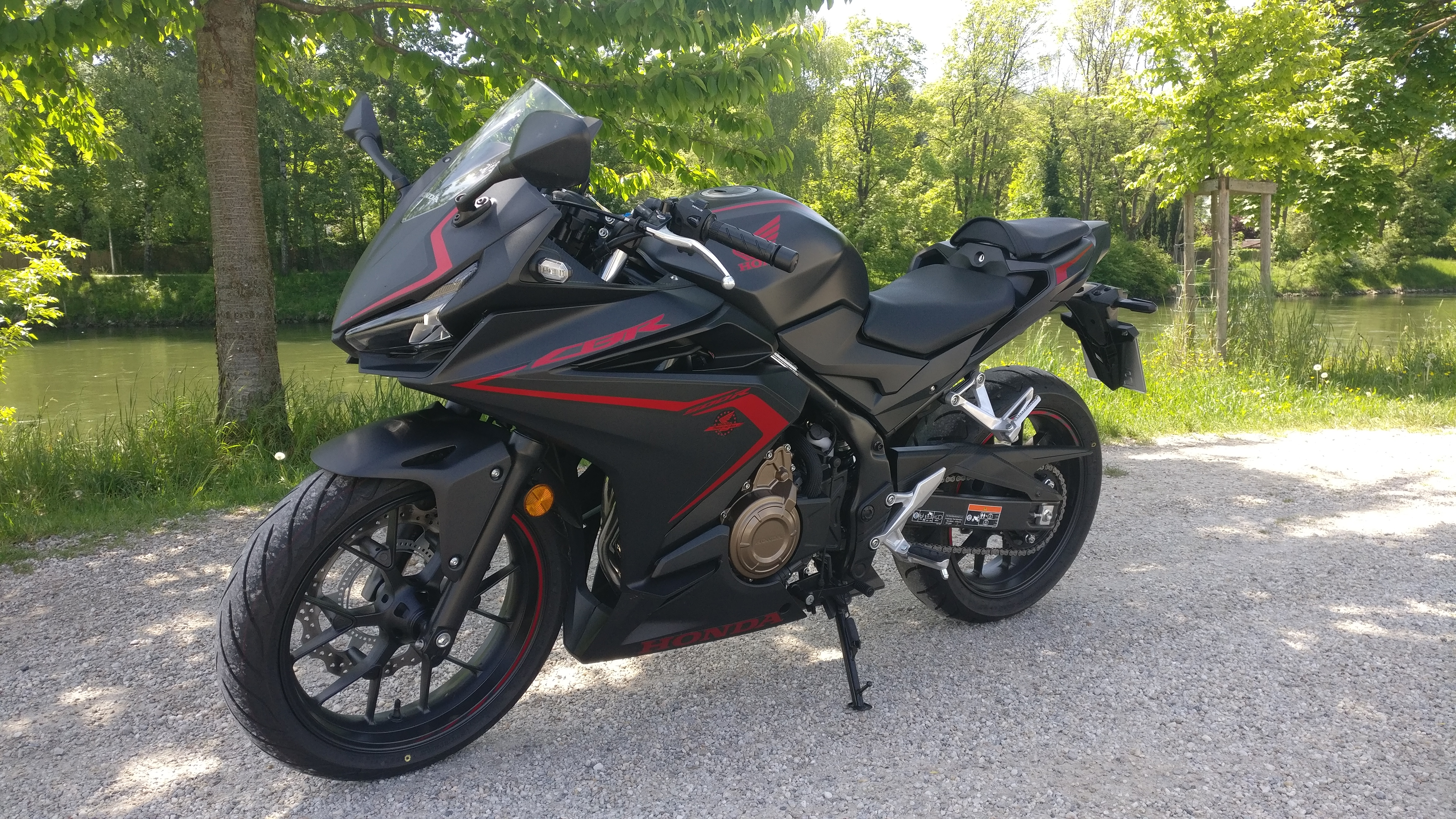
Honda CBR 500 R (2019)

### R4-Motor
- CBR 400 F (NC 17, 1983–1986) → CBR 400 RR (NC 23, NC 29, 1987–1999)
- CBR 500 F (PC 20, 1986–1993)
- CBR 600 F (PC 19, PC 23, PC 25, PC 31, PC 35, PC 41 1986–2013) → CBR 600 RR (PC 37, PC 40, PC 41, 2003–2016)
- CBR 650 F (RC 74) (gleicher Motor wie CB 650 F, 2014–2018)
- CBR 650 R (RH 01) (seit 2019)

- CBR 1000 F (SC 21, SC 24, 1987–1999) → CBR 1100 XX Super Blackbird (1997–2007, war zwei Jahre lang das schnellste Serienmotorrad der Welt) → CBR 1200 (1999, Kleinstserie)
- Fireblade (seit 1992): CBR 900 RR Fireblade (SC 28, SC 33, SC 44, SC 50) → CBR 1000 RR Fireblade (SC 57, SC 59)

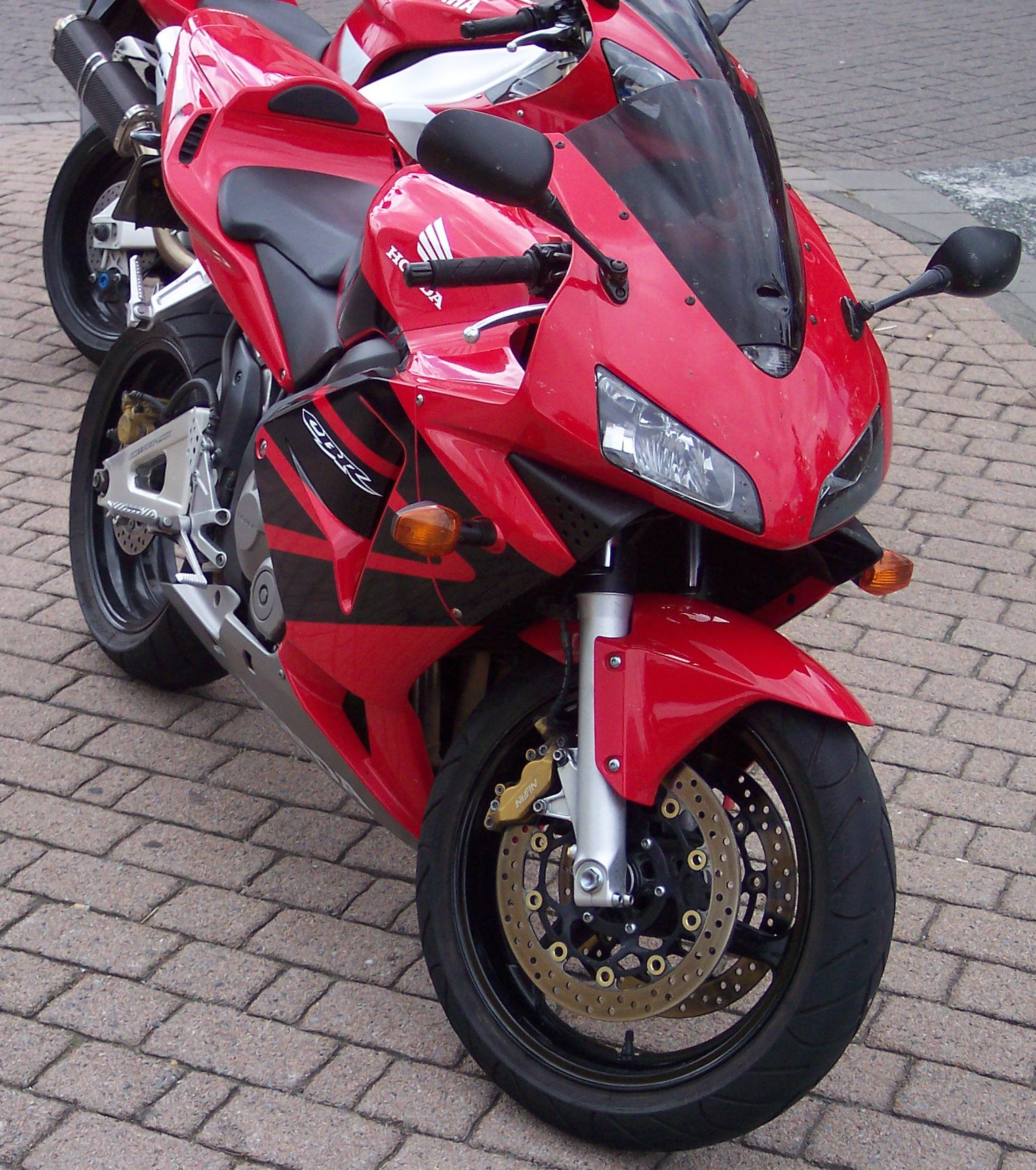
CBR 600 RR (2003)
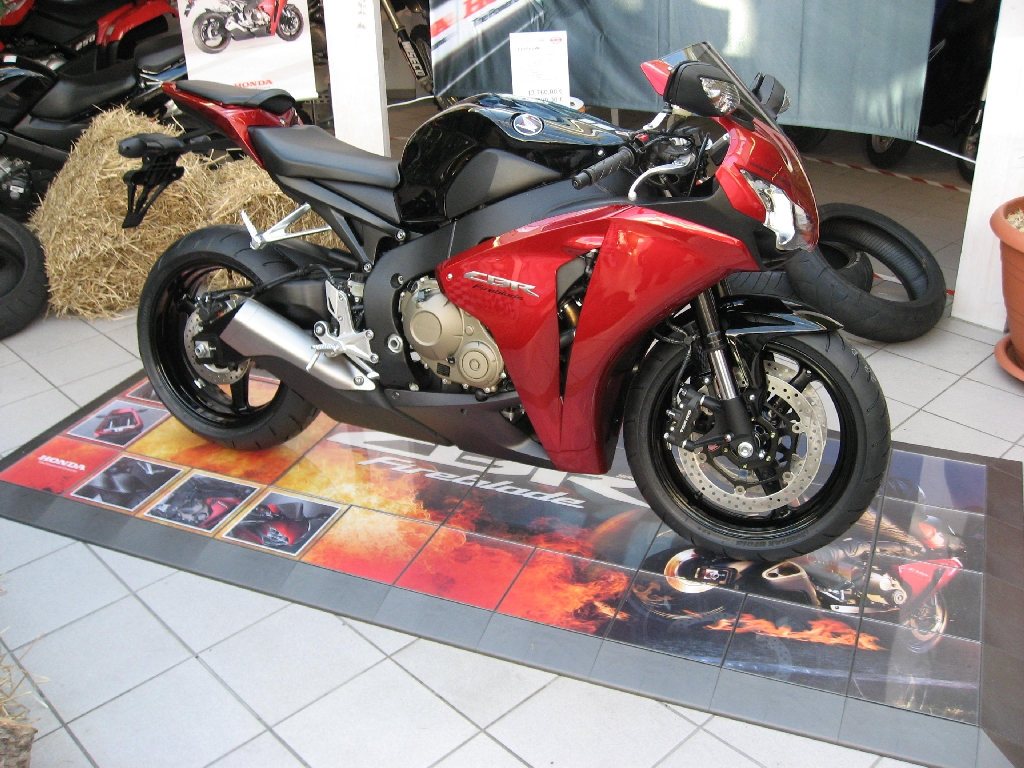
CBR 1000 R Fireblade (2008)

### V2-Motor
- Honda VT 250 F (1982–1988) (nicht offiziell in Deutschland angeboten worden)
- NSR 250 R (1985–1996, 2-Takt-Motor, Straßenversion der NSR 250)
- VTR 250 (1988–2014)
- Honda NTV 650 (1988–1997)
- VTR 1000 F Firestorm (SC 36, 1997–2006)
- Honda VTR 1000 SP-1/SP-2 (SC 45, 2002–2006)

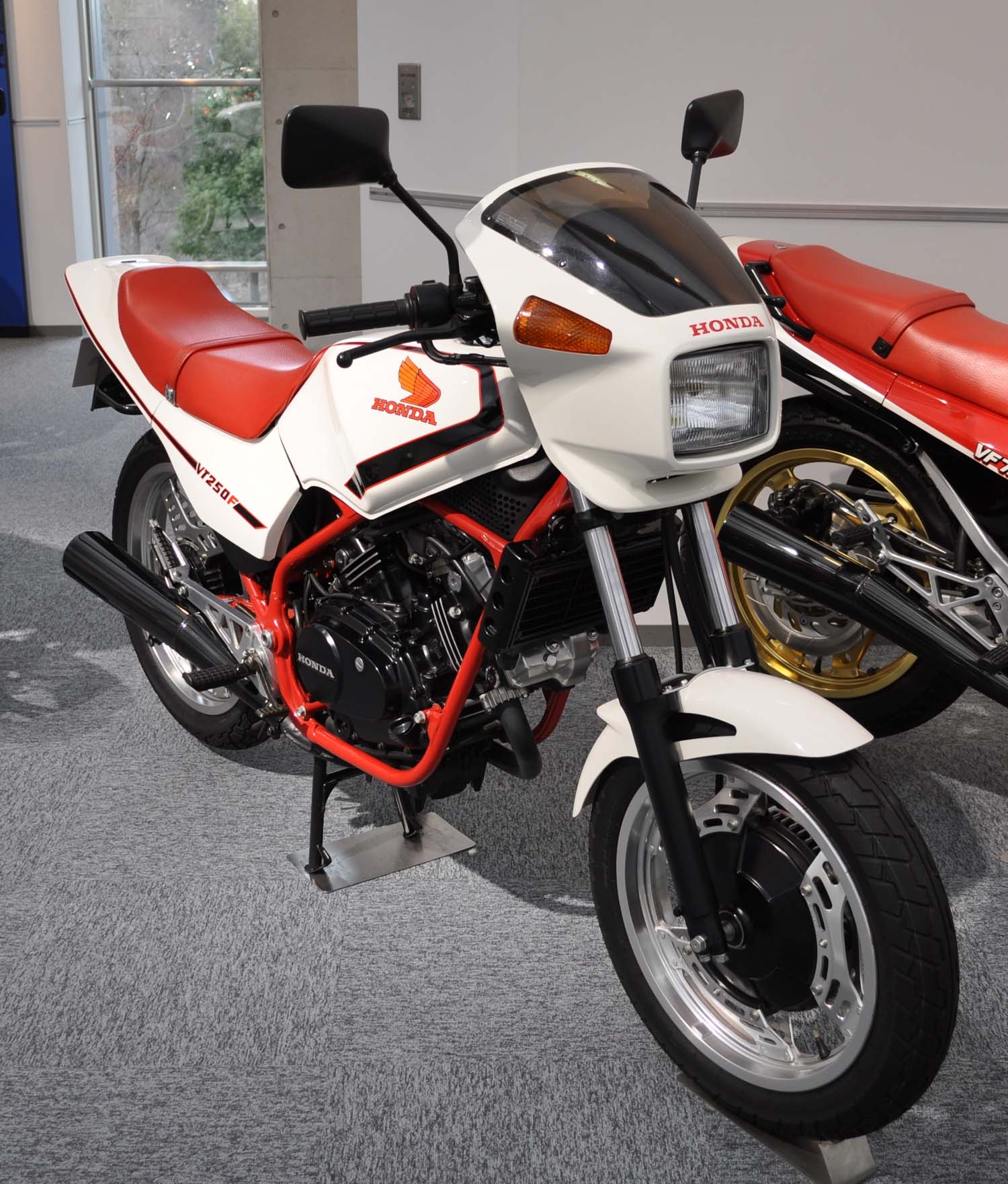
Honda VT 250 F, Bj. 1982

### V3-Motor
- Honda MVX 250 F (1983, 2-Takt-Motor) (nicht offiziell in Deutschland angeboten worden)
- NS 400 R (1985–1987, 2-Takt-Motor)

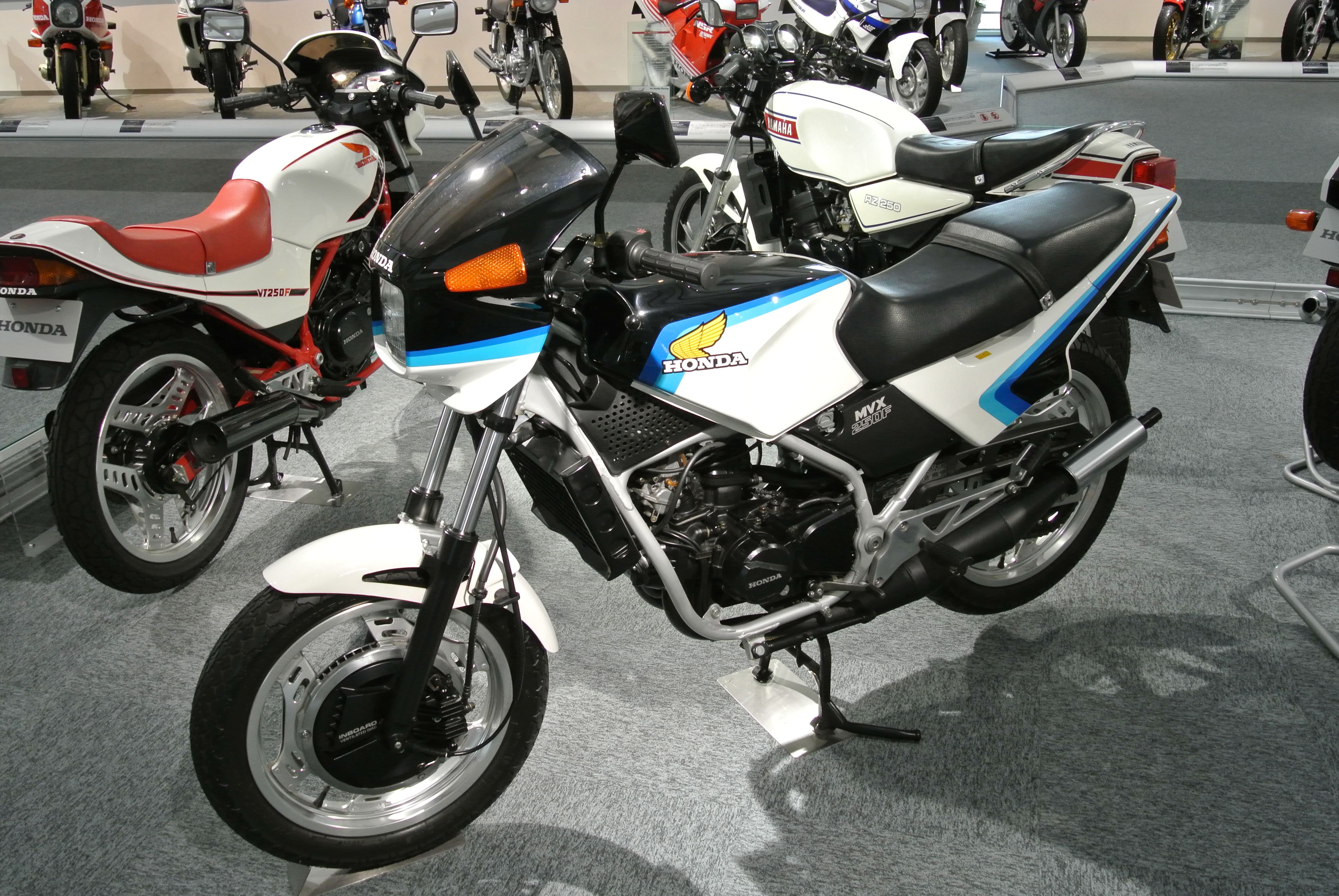
Honda MVX 250 F, weiss-blau

### V4-Motor
- VFR 400 R (NC 21, NC 24, NC 30, 1986–1992) → RVF 400 (NC 35, 1994–1996)
- VFR 750 F (RC 24, RC 36, 1985–1997) → VFR 800 FI (RC 46, 1998–2010) → VFR 800 F (RC 79, seit 2014)
- VFR 750 R (RC 30, 1987–1992) → RVF 750 (RC 45, 1994–1999)
- NR 750 (RC 40, 1991–1992, nur 300 Exemplare)
- VFR 1200 F (SC63, 2009–2016)
- VFR 1200 X Crosstourer (SC 70:2012-2016; SC 76:2016-2020)
- RC213V-S (seit 2015)

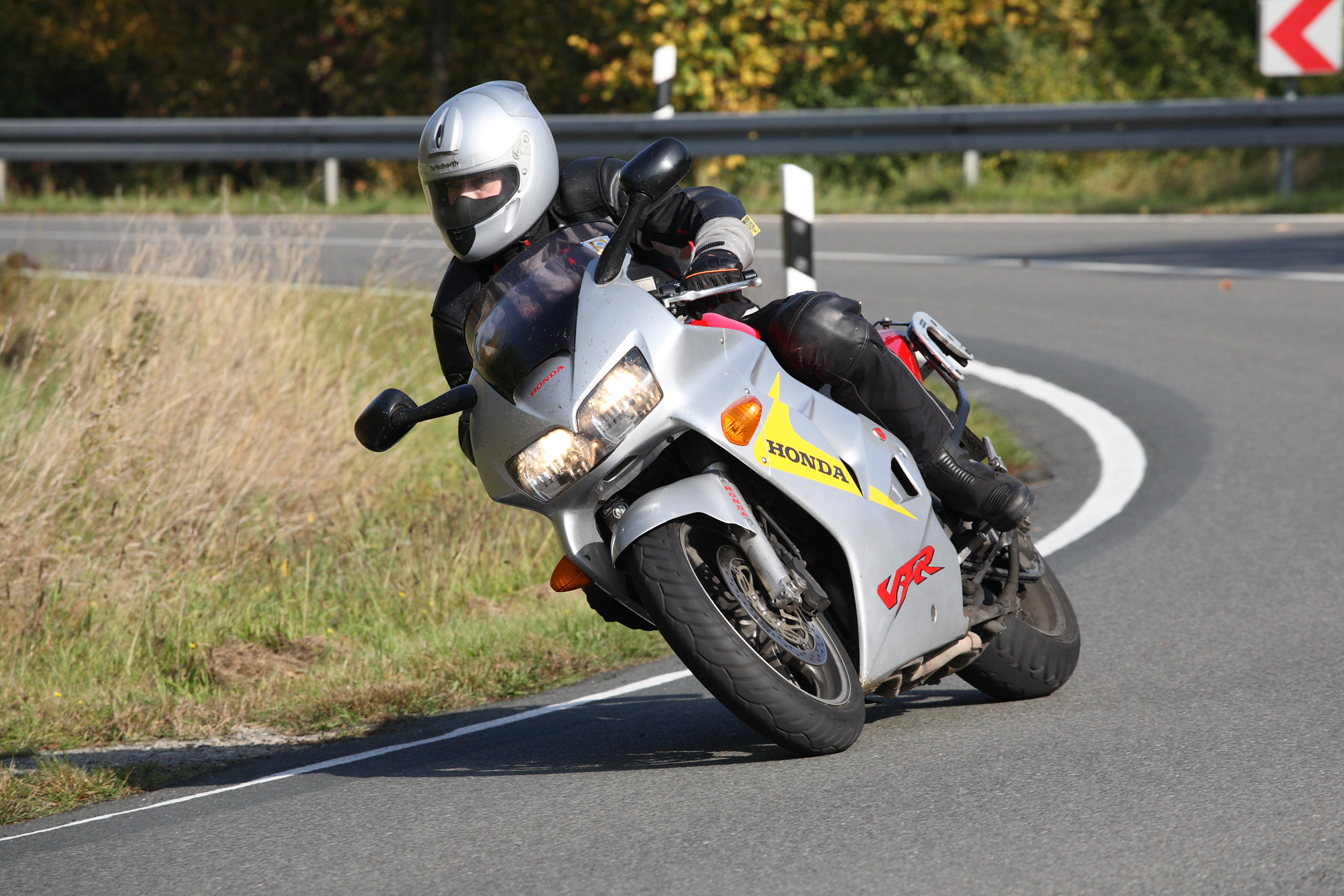
VFR 800 FI (RC 46, 1999)
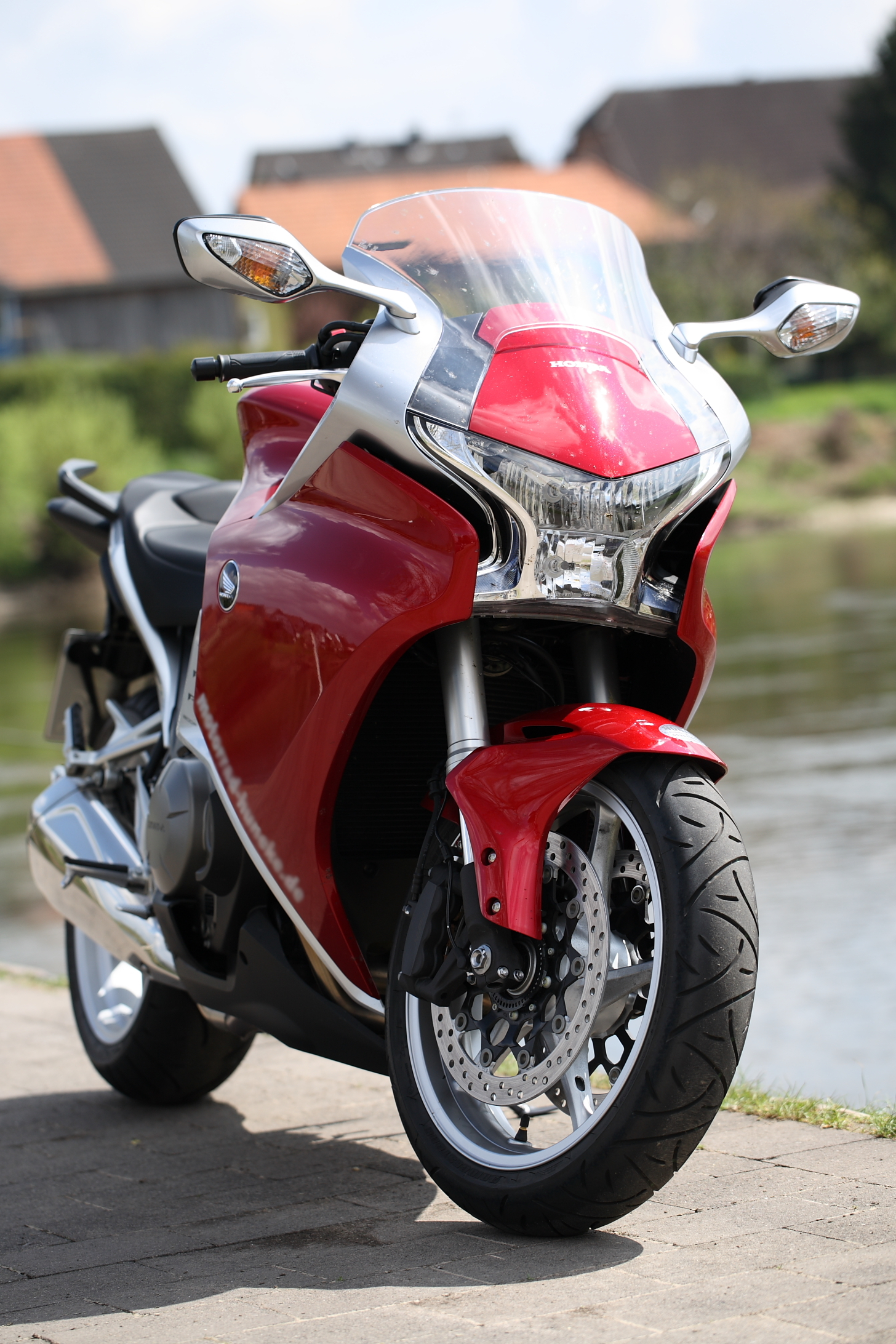
VFR 1200 F (2010)
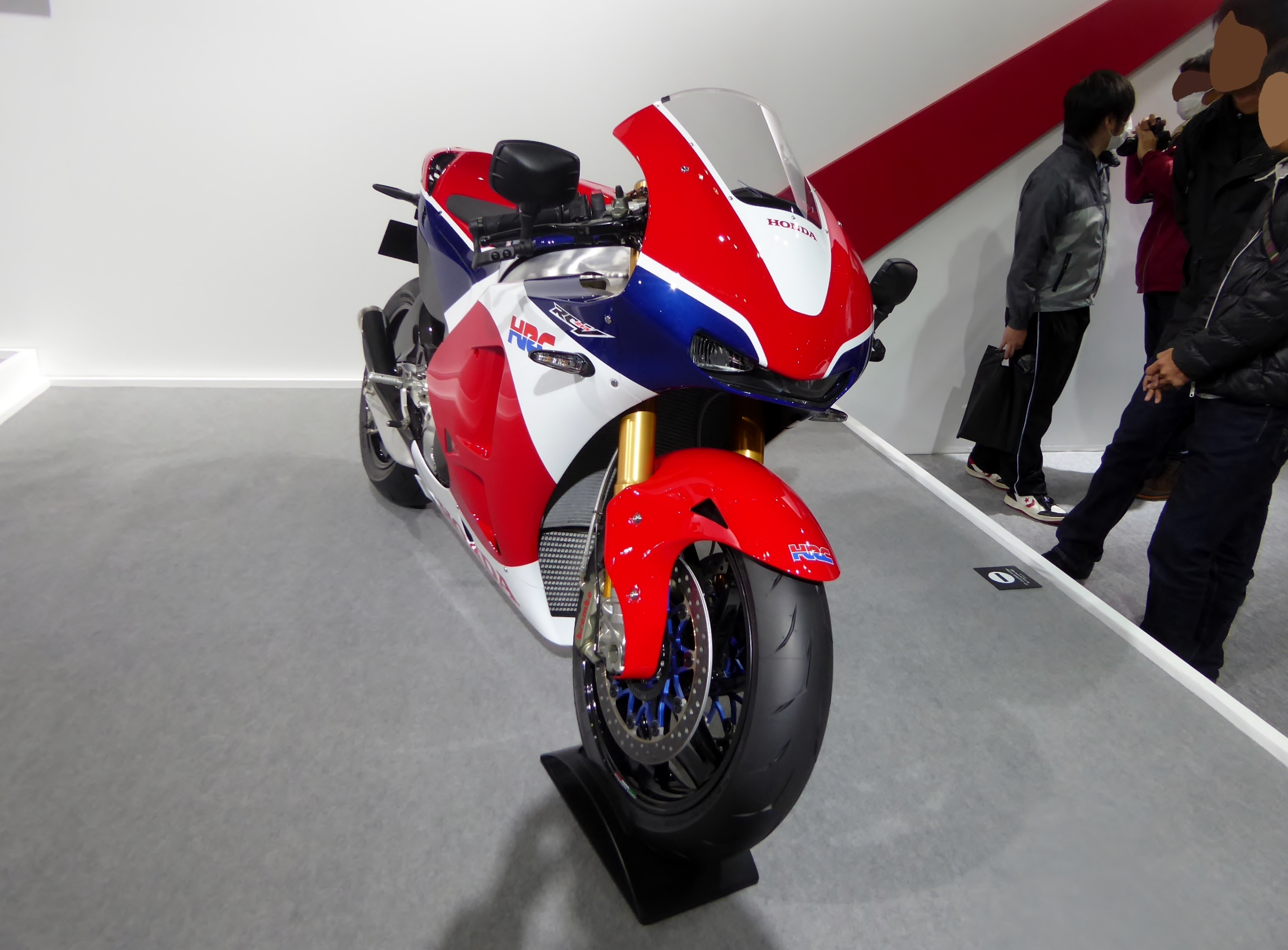
RC213V-S (2015)

## Allrounder

### R2-Motor
- CB 450 (1986–1989) → CB 500 (1993–2002) → CBF 500 (2004–2007)
- CB 500 F (gleicher Motor wie CBR 500 R und CB 500 X, seit 2013)
- NC-Motor-Baureihe: NC 700 S → NC 750 S

### R4-Motor
- CBF 600 (PC 38, 2004–2007) → CBF 600 (PC 43, 2008–2013)
- CBF 1000 (SC 58, 2006–2011) → CBF 1000 F (SC 64, 2010–2016)

## Naked-Bikes

### Einzylinder
- XBR 500 (1985–1988)
- GB 500 Clubman (1985–1990)

### R2-Motor
- CB 750 Hornet (Ende 2022)[7]

### R4-Motor
- CB-1 (~400 cm³, 1989–1990)
- CB Sevenfifty (~750 cm³, 1992–2002)
- CB 1000 „Big one“ (SC 30, 1992–1997) → CB 1300 „Super Bol d’Or“ (SC 40, 1998–2002) → CB 1300 (SC 54, 2003–?)
- X4 (~1300 cm³, 1997–2003, nicht in Deutschland erhältlich)
- X11 (~1100 cm³, 1999–2003, entspricht einer unverkleideten CBR 1100 XX)
- CB 1100 (seit 2009) → CB 1100 EX
- CB 600 F Hornet später Hornet 600 (PC 34, PC 36, PC 41, 1998–2012)
- Hornet 900 (2000–2005) → CB 1000 R (2008–2016) → CB 1000 R (seit 2018)
- CB 650 F (RC 75) (gleicher Motor wie CBR 650 F, seit 2014)
- CB 650 R Neo Sports (seit 2019)

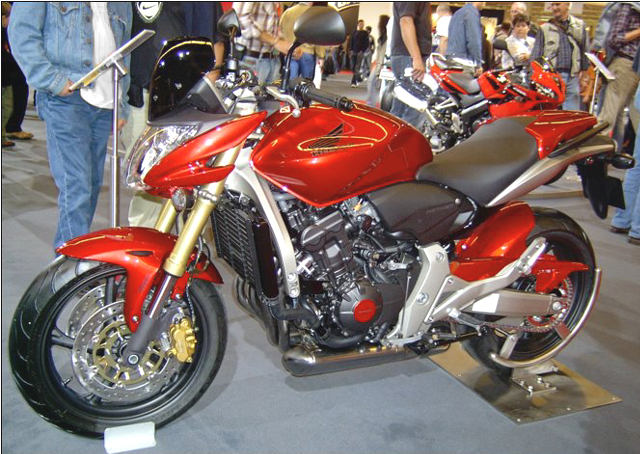
Hornet 600 (2007)

### V2-Motor
- VT 500 E (1983–1987) → NTV (~650 cm³, 1988–1997)
- NT 650 Hawk (1988–1998) (NTV 650 mit Kettenantrieb nur in USA erhältlich)

## Tourer

### R2-Motor
- NT 1100 (seit 2022)

### V2-Motor
- PC 800 Pacific Coast (1989–1999, nicht in Deutschland erhältlich)
- NT 650 V Deauville (1998–2005) → NT 700 V Deauville (2006–2012)

### V4-Motor
- ST 1100 Pan European (1990–2002) → ST 1300 Pan European (2002–2016)
- CTX 1300

### B6-Motor
- GL 1500 Gold Wing (1988–2001) → GL 1800 Gold Wing (seit 2001)
- Gold Wing F6B (~1800 cm³, 2013–2016)

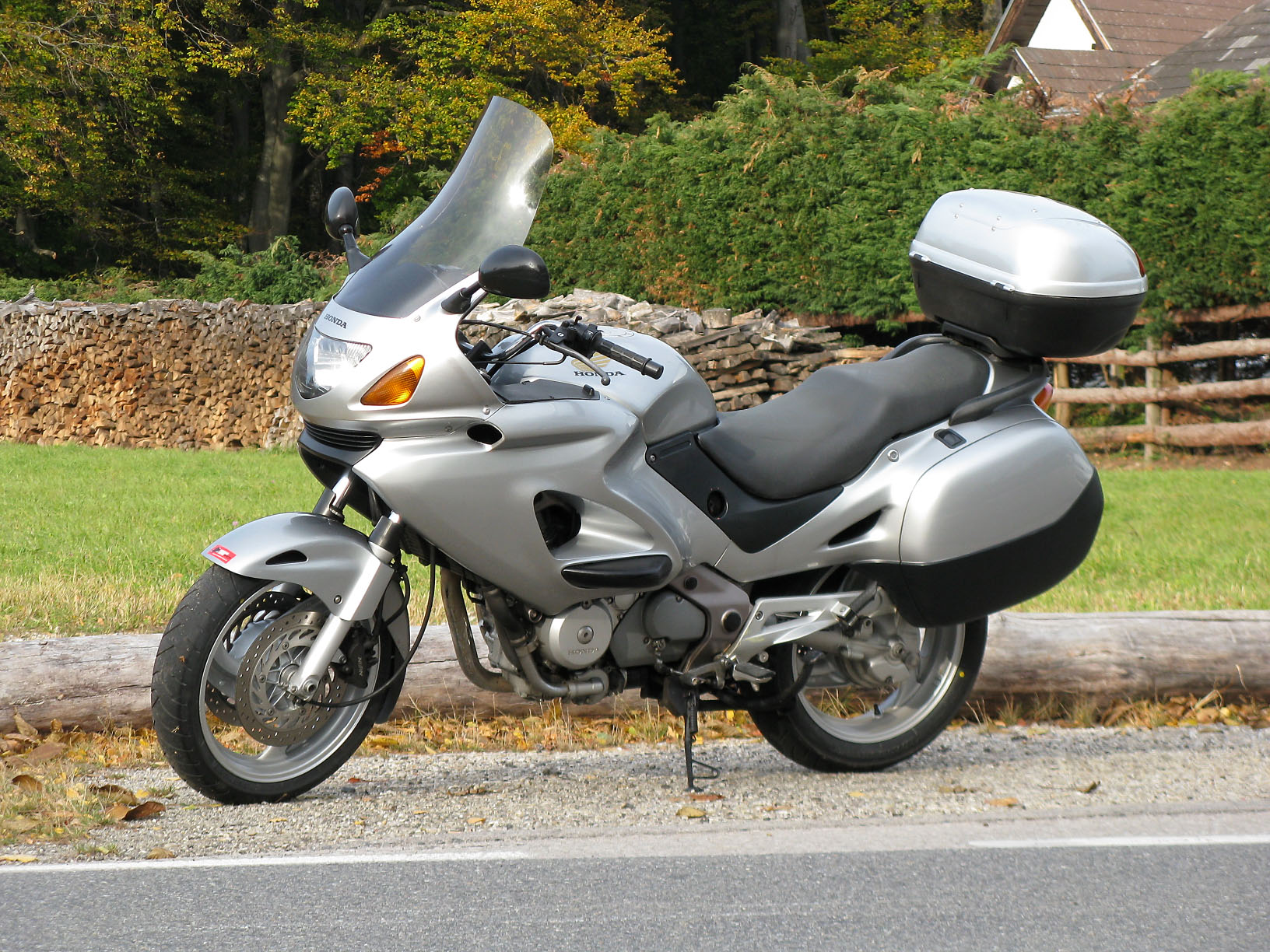
NT 650 V Deauville
NT 700 V Deauville
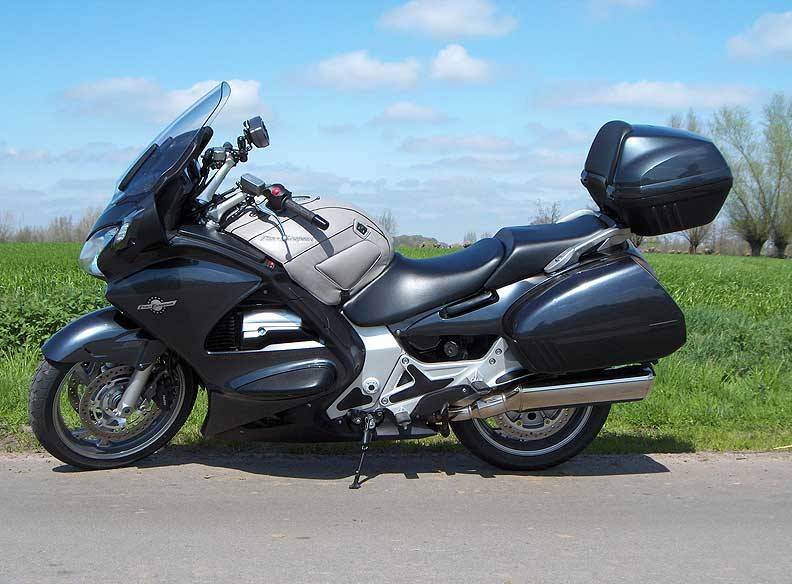
ST 1300 Pan European
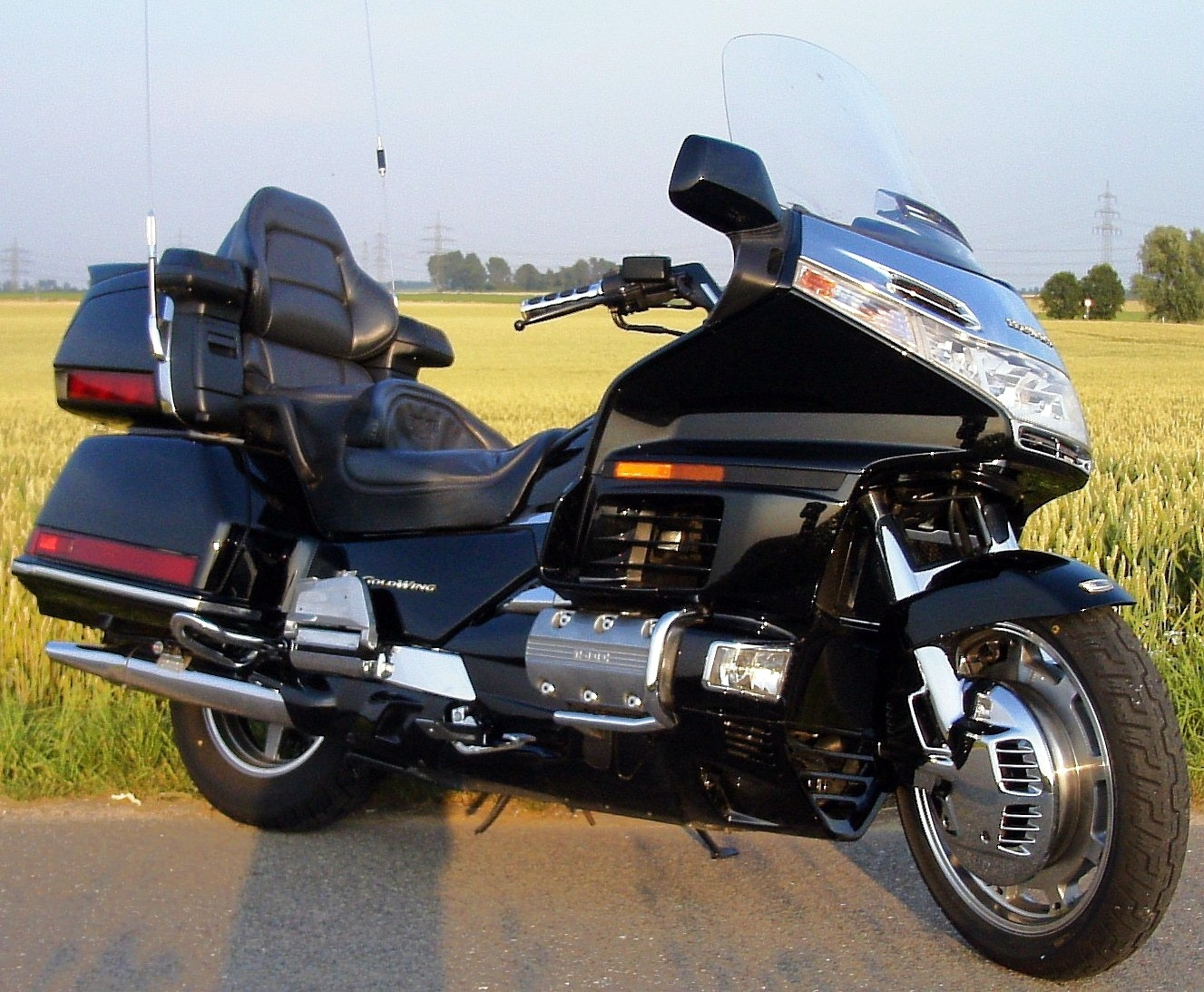
GL 1500 SE-US (SC 22, 1998)
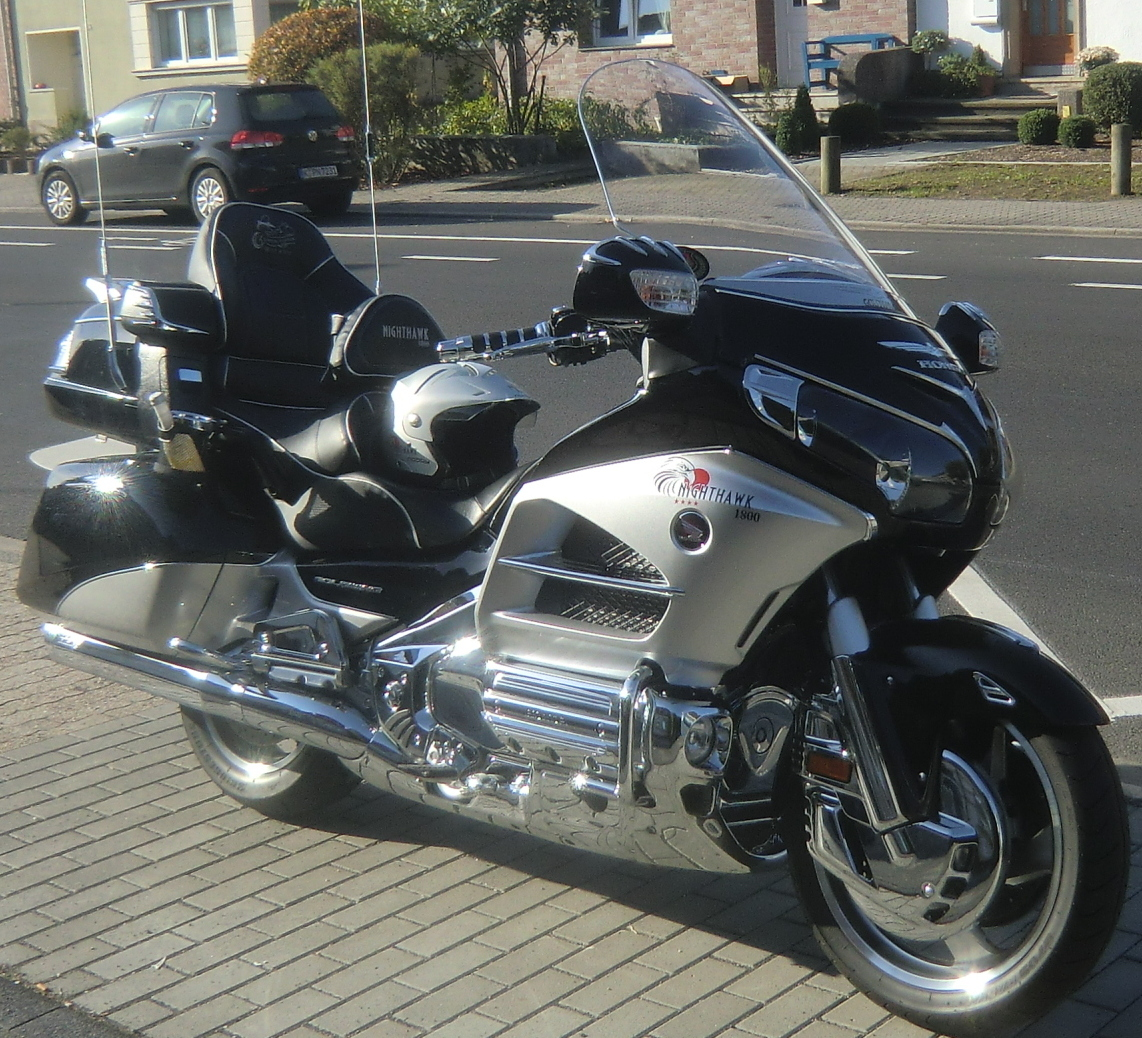
GL 1800 (SC 68, 2012)

## EndurosundReiseenduros

### Einzylinder
- TL 125 Bias

- MTX 200 R
- MTX 125 R

- XR-Serie: XR 500 (1979–1981, auch als XR 250 und XR 400 R) → XR 500 R (1982–1981) → XR 600 (1985–?) → XR 650 R (2000–?)

- XL-Serie
  - XL 185 S (1979–1999) → XL 200 R → XLR 250 → XL 250
  - XL 500 (1979–1981, auch als XL 125, XL 200, XL 350 und XL 400) → XL 500 R (1982–1984) → XL 600 (1983–1987) → NX 650 Dominator (1988–2000) (auch als NX 125, NX 250, NX 350, NX 400 und NX 500)

- SLR 650 (1996–2000) → FMX 650 (2005–2007, Supermoto)
- CRF 250 L

### R2-Motor
- CB 500 X (gleicher Motor wie CBR 500 R und CB 500 F, seit 2013) → NX 500 (seit 2024)[8]
- NC-Motor-Baureihe: NC 700 X (2012–2014) → NC 750 X (seit 2014)
- XL 750 Transalp
- CRF 1000 L Africa Twin (2015–2019) → CRF 1100 L Africa Twin (seit 2019)

### V2-Motor
- XLV 750 R (1983–1986) → XL 600 V Transalp (1987–1999) → XL 650 V Transalp (2000–2006) → XL 700 V Transalp (2006–2012)
- NXR 750 V (gewann von 1986 bis 1989 viermal in Folge die Rallye Paris-Dakar)
- XRV 650 Africa Twin (1988–1989) → XRV 750 Africa Twin (1990–2001, Verkauf bis 2003)
- XL 1000 V Varadero (1999–2012)

### V4-Motor
- VFR 800 X Crossrunner (RC 60, seit 2011)
- VFR 1200 X Crosstourer (SC 70, seit 2012)

## ChopperundCruiser

### Einzylinder
- CMX 300 Rebel

### R2-Motor
- Rebel 250 (1982–2001)
- Rebel 450 (nur für den US-Markt)
- NC-Motor-Baureihe:
  - CTX 700 N
  - NM4 Vultus (~750 cm³, 2014–2016)
- CMX 500 Rebel (gleicher Motor wie CB 500 F, ab 2017)
- CMX 1100 Rebel (gleicher Motor wie CRF 1100 L, ab 2021)

### V2-Motor
- VT 500 C (PC 08 , 1983 - 1989 ? )
- VT 600 C (PC 21, 1988–2000) → VT 750 DC Black Widow (RC 48, 2001–2003) → VT 750 C Shadow (RC 50, 2004–2007) → VT 750 Spirit (RC 53, 2007–2009) → VT 750 Spirit (RC 53/10, 2010–2013) → VT 750 S (RC 58, 2010–2011) → VT 750 CS (2012–2016)
- VTX 1800 (2001–2008)
- VTX 1300 (2002–2009) → VT 1300 CX (2009–2012)
- DN-01 (~700 cm³, 2008–2010)

### B6-Motor
- F6C Valkyrie (~1500 cm³, 1997–2004)
- NRX 1800 Valkyrie Rune (2003, offiziell nur für den US-Markt, 20 Maschinen auf den europäischen Markt)
- Gold Wing F6C (~1800 cm³, 2013–2016)

## Leicht-undKleinkrafträder
Soweit nicht anders angegeben handelt es sich in der folgenden Auflistung immer um einen fahrtwindgekühlten Einzylinder-Viertakt-Motor.

### Allrounder
- MB-8 → MBX 80 (1982–1990, 2-Takt-Motor)
- MBX 125 F (1993, 2-Takt-Motor)
- Innova (125 cm³, 1995–2011) → Wave 110i (2012–2016)
- CLR 125 W CityFly (1998–2003)
- CBF 125 (2008–2015)
- CB 125 F
- CB 125 R
- CG 125

### Sport
- NSR 50 (1988–1995, flüssigkeitsgekühlter 2-Takt-Motor)
- NS-1 (75 cm³, flüssigkeitsgekühlter 2-Takt-Motor)
- NSR 125 R (bis 2003, flüssigkeitsgekühlter 2-Takt-Motor)
- CBR 125 R (2004–2016, flüssigkeitsgekühlter Motor)

### Enduro
- MT-8 (1981–1984) → MTX 80 (1982–1990, 2-Takt-Motor)
- NX 125 (1988–1999)
- XLR 125 R (1998–1999)
- NXR 125/XR 125 L (2003–2007)
- XL 125 V Varadero (2001–2013, flüssigkeitsgekühlter V2-Motor)

### Chopper
- CA 125 Rebel (1995–2001, Zweizylinder-Reihenmotor)
- VT 125 Shadow (1999–2009, flüssigkeitsgekühlter V2-Motor)

### Retro
- Dream 50 R (2004)
- MSX 125

- Monkey

- Super Cub C 125

## Motorroller

### Zweitaktmotor
- SFX (50 cm³, 1995–2004)
- X8R (50 cm³)
- Lead (AF01, 1982–1992)
  - NH 50 Lead
  - NH 80 Lead
  - NH 125 Lead
- SJ 50 Bali (1995–2001)
- SJ 100 Bali (HF 07, 1996–2000)
- SRX 50 Shadow (HF 09, 1998–2000)
- Vision SA 50 (AF 29, 1990–?)
- Pantheon 125 (JF 05)

### Viertaktmotor
- Zoomer 50 auch NPS 50 (2004)
- NSC 50 R
- Vision 50
- SCV 100 Lead (JF 11, 2003–2007) → NHX 110 Lead (JF 19, 2008–2010) → Vision 110 (2011–2013 und seit 2016)
- Dylan 125 (2002–2005) → PS 125i (2006–?)
- FES 125 Pantheon (JF 12, 2003–2007)
- S-Wing 125 (JF 12, 2007–2015)
- CH 125 Spacy
- SH 125i
- SH 150i
- SH Mode 125
- PCX 125
- Forza 125 (ab 2015)

### Großroller
- CH 250 Freeway (MF 03)
- CN 250 Helix (MF 02, 1986, einer der ersten Großroller)
- Silverwing (~600 cm³)
- Forza 350
- SH 300i
- NC-Motor-Baureihe:
  - Integra (~750 cm³)
  - X-ADV (~750 cm³, ab 2017)

## Wettbewerbsmotorräder
(nicht im Bereich der Straßenverkehrs-Zulassungs-Ordnung zu betreiben)

### Rennsport

#### 50-cm³-Klasse (historisch)
- R2-Motor: RC116
- 2-Takt-Einzylinder-Motor: NSR Mini 50

#### 125-cm³-Klasse (historisch)
- R2-Motor: RC141 (1959) → RC141 (1959) → RC143 (1960, 1961) → RC144 (1961) → 2RC143 → RC145 (1962)
- R4-Motor: RC146 (1964) → 4RC146 (1964)
- R5-Motor: RC149 (1965–1966)

#### 250-cm³-Klasse (historisch)
- R4-Motor: RC160 → RC161 → RC162 → RC163
- R6-Motor: 3RC164 (1964) → RC165 (1965) → RC166 (1966)
- Zweitakt-V2-Motor: NSR 250 (1985–2003)

#### 350-cm³-Klasse (historisch)
- R4-Motor: RC170 → RC171 → RC172 → 2RC172 → RC173 → RC174

#### 500-cm³-Klasse (historisch)
- R4-Motor: RC181
- V3-Motor: NS 500
- V4-Motor: NR 500 → NSR 500 (1984–2002) → NSR500V

#### Moto3(250 cm³) seit 2012
- Einzylinder-Motor: NSF250R

#### Moto2(600 cm³) seit 2010
- R4-Motor aus der CBR600RR

#### MotoGPseit 2002
- V5-Motor: RC211V (990 cm³, 2002–2006)
- V4-Motor: RC212V (800 cm³, 2006–2012) → RC213V (1000 cm³, seit 2012)

### Motocross

#### Einzylinder-Zweitakt-Motor (CR-Reihe)
- CR 80 R
- CR 85 RB
- CR 125 R (bis 2007)
- CR 250 R
- CR 480 R
- CR 500

#### Einzylinder-Viertakt-Motor (CRF-Reihe)
- CRF 50 F
- CRF 110 F
- CRF 125 F
- CRF 150 R
- CRF 250 R
- CRF 450 R
- CRF 450 RX (ab 2017)
- Montesa COTA 4RT (Replika)